# 3782 Celle
3782 Celle è un asteroide della fascia principale. Scoperto nel 1986, presenta un'orbita caratterizzata da un semiasse maggiore pari a 2,4147570 UA e da un'eccentricità di 0,0946388, inclinata di 5,25404° rispetto all'eclittica.
L'asteroide è stato dedicato alla città tedesca di Celle in occasione del settecentesimo anniversario della sua fondazione.